# UEFA-Pokal 1990/91

Eintrittskarte des letzten Pflichtspiels zwischen Vereinen aus der DDR und der BRD am 2. Oktober 1990

Der UEFA-Pokal 1990/91 war die 20. Auflage des von der UEFA veranstalteten Wettbewerbs und wurde in einem rein italienischen Duell von Inter Mailand gegen AS Rom gewonnen.
Der Wettbewerb wurde in sechs Runden in Hin- und Rückspielen ausgetragen. Bei Torgleichstand entschied zunächst die Anzahl der auswärts erzielten Tore, danach eine Verlängerung abschließend erst das Elfmeterschießen.

## 1. Runde
|                          | Gesamt          |                       | Hinspiel | Rückspiel |
| ------------------------ | --------------- | --------------------- | -------- | --------- |
| Borussia Dortmund        | 4:0             | Chemnitzer FC         | 2:0      | 2:0       |
| Glenavon FC              | 0:2             | Girondins Bordeaux    | 0:0      | 0:2       |
| FH Hafnarfjörður         | 3:5             | Dundee United         | 1:3      | 2:2       |
| FC Avenir Beggen         | 2:6             | FK Inter Bratislava   | 2:1      | 0:5       |
| Sporting Lissabon        | 3:2             | KV Mechelen           | 1:0      | 2:2       |
| Roda JC Kerkrade         | 2:6             | AS Monaco             | 1:3      | 1:3       |
| Hibernians Football Club | 0:5             | FK Partizan Belgrad   | 0:3      | 0:2       |
| Vejle BK                 | 0:4             | FC Admira/Wacker      | 0:1      | 0:3       |
| Lausanne-Sports          | (a)3:3(a)       | Real Sociedad         | 3:2      | 0:1       |
| Derry City               | 0:1             | Vitesse Arnheim       | 0:1      | 0:0       |
| MTK-VM SK Budapest       | 2:3             | FC Luzern             | 1:1      | 1:2       |
| Brøndby IF               | 6:4             | Eintracht Frankfurt   | 5:0      | 1:4       |
| Dnepr Dnepropetrowsk     | 2:4             | Heart of Midlothian   | 1:1      | 1:3       |
| IFK Norrköping           | 1:3             | 1. FC Köln            | 0:0      | 1:3       |
| Zagłębie Lubin           | 0:2             | FC Bologna            | 0:1      | 0:1       |
| Torpedo Moskau           | 5:2             | GAIS Göteborg         | 4:1      | 1:1       |
| Aston Villa              | 5:2             | FC Baník Ostrava      | 3:1      | 2:1       |
| 1. FC Magdeburg          | 1:0             | Rovaniemi PS          | 0:0      | 1:0       |
| Bayer 04 Leverkusen      | 2:1             | FC Twente Enschede    | 1:0      | 1:1 n. V. |
| Tschernomorez Odessa     | 4:3             | Rosenborg Trondheim   | 3:1      | 1:2       |
| GKS Katowice             | 4:0             | Turku PS              | 3:0      | 1:0       |
| Iraklis Thessaloniki     | 0:2             | FC Valencia           | 0:0      | 0:2 n. V. |
| RSC Anderlecht           | 4:0             | Petrolul Ploiești     | 2:0      | 2:0       |
| Atalanta Bergamo         | (a)1:1(a)       | Dinamo Zagreb         | 0:0      | 1:1       |
| Slawia Sofia             | 4:5             | Omonia Nikosia        | 2:1      | 2:4 n. V. |
| AS Rom                   | 2:0             | Benfica Lissabon      | 1:0      | 1:0       |
| FC Sevilla               | 0:0 (4:3 i. E.) | PAOK Thessaloniki     | 0:0      | 0:0 n. V. |
| FK Partizani Tirana      | 0:2             | Universitatea Craiova | 0:1      | 0:1       |
| FC Politehnica Timișoara | 2:1             | Atlético Madrid       | 2:0      | 0:1       |
| SK Rapid Wien            | 3:4             | Inter Mailand         | 2:1      | 1:3 n. V. |
| Fenerbahçe Istanbul      | 6:2             | Vitória Guimarães     | 3:0      | 3:2       |
| Royal Antwerpen          | 1:3             | Ferencváros Budapest  | 0:0      | 1:3 n. V. |

Das Aufeinandertreffen der Mannschaften aus Dortmund und Chemnitz markierte das letzte Duell zwischen einem BRD- und einem DDR-Team in einem internationalen Pflichtspiel.

## 2. Runde
|                       | Gesamt          |                          | Hinspiel | Rückspiel |
| --------------------- | --------------- | ------------------------ | -------- | --------- |
| 1. FC Magdeburg       | 0:2             | Girondins Bordeaux       | 0:1      | 0:1       |
| Universitatea Craiova | 0:4             | Borussia Dortmund        | 0:3      | 0:1       |
| 1. FC Köln            | 2:1             | FK Inter Bratislava      | 0:1      | 2:0       |
| Vitesse Arnheim       | 5:0             | Dundee United            | 1:0      | 4:0       |
| Aston Villa           | 2:3             | Inter Mailand            | 2:0      | 0:3       |
| Torpedo Moskau        | 4:3             | FC Sevilla               | 3:1      | 1:2       |
| Omonia Nikosia        | 1:4             | RSC Anderlecht           | 1:1      | 0:3       |
| FC Valencia           | 2:3             | AS Rom                   | 1:1      | 1:2       |
| Tschernomorez Odessa  | 0:1             | AS Monaco                | 0:0      | 0:1       |
| Brøndby IF            | 4:0             | Ferencváros Budapest     | 3:0      | 1:0       |
| FC Luzern             | 1:2             | FC Admira/Wacker         | 0:1      | 1:1       |
| Heart of Midlothian   | 3:4             | FC Bologna               | 3:1      | 0:3       |
| GKS Katowice          | 1:6             | Bayer 04 Leverkusen      | 1:2      | 0:4       |
| Fenerbahçe Istanbul   | 1:5             | Atalanta Bergamo         | 0:1      | 1:4       |
| Sporting Lissabon     | 7:2             | FC Politehnica Timișoara | 7:0      | 0:2       |
| Real Sociedad         | 1:1 (3:4 i. E.) | FK Partizan Belgrad      | 1:0      | 0:1 n. V. |

## 3. Runde
|                  | Gesamt          |                     | Hinspiel | Rückspiel |
| ---------------- | --------------- | ------------------- | -------- | --------- |
| Brøndby IF       | 3:0             | Bayer 04 Leverkusen | 3:0      | 0:0       |
| Torpedo Moskau   | 4:2             | AS Monaco           | 2:1      | 2:1       |
| Inter Mailand    | 4:1             | FK Partizan Belgrad | 3:0      | 1:1       |
| AS Rom           | 7:0             | Girondins Bordeaux  | 5:0      | 2:0       |
| FC Admira/Wacker | 3:3 (5:6 i. E.) | FC Bologna          | 3:0      | 0:3 n. V. |
| RSC Anderlecht   | (a)2:2(a)       | Borussia Dortmund   | 1:0      | 1:2       |
| Vitesse Arnheim  | 1:4             | Sporting Lissabon   | 0:2      | 1:2       |
| 1. FC Köln       | 1:2             | Atalanta Bergamo    | 1:1      | 0:1       |

## Viertelfinale
|                  | Gesamt          |                   | Hinspiel | Rückspiel |
| ---------------- | --------------- | ----------------- | -------- | --------- |
| FC Bologna       | 1:3             | Sporting Lissabon | 1:1      | 0:2       |
| Brøndby IF       | 1:1 (4:2 i. E.) | Torpedo Moskau    | 1:0      | 0:1 n. V. |
| Atalanta Bergamo | 0:2             | Inter Mailand     | 0:0      | 0:2       |
| AS Rom           | 6:2             | RSC Anderlecht    | 3:0      | 3:2       |

## Halbfinale
|                   | Gesamt |               | Hinspiel | Rückspiel |
| ----------------- | ------ | ------------- | -------- | --------- |
| Brøndby IF        | 1:2    | AS Rom        | 0:0      | 1:2       |
| Sporting Lissabon | 0:2    | Inter Mailand | 0:0      | 0:2       |

## Finale

### Hinspiel
| Inter Mailand                                              | Inter Mailand | AS Rom | AS Rom |
| ---------------------------------------------------------- | --- | --- | ------ |
| Inter Mailand                                              | \| Mittwoch, 8. Mai 1991 in Mailand (Giuseppe-Meazza-Stadion) \| \| Ergebnis: 2:0 (0:0) \| \| Zuschauer: 68.887 \| \| Schiedsrichter: Alexei Spirin ( Sowjetunion) \|                                                                                              | \| Mittwoch, 8. Mai 1991 in Mailand (Giuseppe-Meazza-Stadion) \| \| Ergebnis: 2:0 (0:0) \| \| Zuschauer: 68.887 \| \| Schiedsrichter: Alexei Spirin ( Sowjetunion) \|                                                                                            | AS Rom |
| Inter Mailand                                              | Walter Zenga – Giuseppe Bergomi – Antonio Paganin (65. Giuseppe Baresi), Riccardo Ferri – Alessandro Bianchi, Sergio Battistini, Lothar Matthäus, Nicola Berti, Andreas Brehme – Aldo Serena (90. Fausto Pizzi), Jürgen Klinsmann Cheftrainer: Giovanni Trapattoni | Giovanni Cervone – Antonio Comi (75. Roberto Muzzi) – Antonio Tempestilli, Aldair (72. Amedeo Carboni) – Manuel Gerolin, Thomas Berthold, Fabrizio Di Mauro, Giuseppe Giannini , Sebastiano Nela – Rudi Völler, Ruggiero Rizzitelli Cheftrainer: Ottavio Bianchi | AS Rom |
| Inter Mailand                                              | 1:0 Lothar Matthäus (55., Foulelfmeter) 2:0 Nicola Berti (67.) | | AS Rom |
| Inter Mailand                                              | Aldo Serena, Alessandro Bianchi | Antonio Comi, Aldair, Amedeo Carboni | AS Rom |
| Mittwoch, 8. Mai 1991 in Mailand (Giuseppe-Meazza-Stadion) | | |        |
| Ergebnis: 2:0 (0:0)                                        | | |        |
| Zuschauer: 68.887                                          | | |        |
| Schiedsrichter: Alexei Spirin ( Sowjetunion)               | | |        |

### Rückspiel
| AS Rom                                     | AS Rom | Inter Mailand | Inter Mailand |
| ------------------------------------------ | --- | --- | ------------- |
| AS Rom                                     | \| 22. Mai 1991 in Rom (Olympiastadion) \| \| Ergebnis: 1:0 (0:0) \| \| Zuschauer: 70.901 \| \| Schiedsrichter: Joël Quiniou ( Frankreich) \| | \| 22. Mai 1991 in Rom (Olympiastadion) \| \| Ergebnis: 1:0 (0:0) \| \| Zuschauer: 70.901 \| \| Schiedsrichter: Joël Quiniou ( Frankreich) \| | Inter Mailand |
| AS Rom                                     | Giovanni Cervone – Antonio Tempestilli (57. Fausto Salsano), Manuel Gerolin, Thomas Berthold, Aldair, Sebastiano Nela, Stefano Desideri (69. Roberto Muzzi), Fabrizio Di Mauro, Giuseppe Giannini , Rudi Völler, Ruggiero Rizzitelli Cheftrainer: Ottavio Bianchi | Walter Zenga – Giuseppe Bergomi , Andreas Brehme, Sergio Battistini, Riccardo Ferri, Antonio Paganin, Alessandro Bianchi, Nicola Berti, Lothar Matthäus, Jürgen Klinsmann, Fausto Pizzi (67. Andrea Mandorlini) Cheftrainer: Giovanni Trapattoni | Inter Mailand |
| AS Rom                                     | 1:0 Ruggiero Rizzitelli (81.) | | Inter Mailand |
| AS Rom                                     | Antonio Tempestilli | Jürgen Klinsmann, Alessandro Bianchi | Inter Mailand |
| 22. Mai 1991 in Rom (Olympiastadion)       | | |               |
| Ergebnis: 1:0 (0:0)                        | | |               |
| Zuschauer: 70.901                          | | |               |
| Schiedsrichter: Joël Quiniou ( Frankreich) | | |               |

## Beste Torschützen
| Rang | Spieler                  | Klub              | Tore |
| ---- | ------------------------ | ----------------- | ---- |
| 1    | Rudi Völler              | AS Rom            | 10   |
| 2    | Juri Tischkow            | Torpedo Moskau    | 6    |
|      | Jorge Cadete             | Sporting Lissabon | 6    |
|      | Lothar Matthäus          | Inter Mailand     | 6    |
| 5    | Fernando Gomes           | Sporting Lissabon | 5    |
|      | Bent Christensen Arensøe | Brøndby IF        | 5    |

## Eingesetzte Spieler Inter Mailand
| Inter Mailand | |
| Inter Mailand | - Tor: Walter Zenga (12/-) - Abwehr: Giuseppe Bergomi (12/-); Sergio Battistini (11/-); Riccardo Ferri (11/-); Andreas Brehme (9/-); Antonio Paganin (9/-); Massimiliano Tacchinardi (1/-) - Mittelfeld: Lothar Matthäus (12/6); Nicola Berti (11/4); Alessandro Bianchi (11/2); Andrea Mandorlini (7/1); Fausto Pizzi (7/-); Giuseppe Baresi (5/-); Paolo Stringara (3/-) - Sturm: Jürgen Klinsmann (12/3); Aldo Serena (10/1) - Trainer: Giovanni Trapattoni |